# Ernst Bader (Maler)

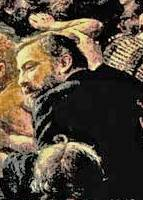
Selbstporträt des Ernst Bader

Ernst Christian Bader (* 14. November 1860 in Horkheim; † 6. Oktober 1915 in Heilbronn) war ein deutscher Kunstmaler und Königlich Württembergischer Hofdekorationsmaler.

## Leben

### Studien
Bereits im Kindesalter wusste Ernst Bader Bauern, Tiere usw. naturgetreu zu zeichnen, so dass seine Eltern für ihn den Malerberuf auswählten. So schickte ihn sein Vater, nachdem Ernst die Schule besucht und von dem neuen Lehrer Veitinger ein gutes Zeugnis ausgestellt bekommen hatte, nach der Konfirmation nach Heilbronn zum Malermeister Rendle in die Lehre, bei dem er von 1874 bis 1877 erfolgreich eine Lehre absolvierte. Nach der Lehrzeit und einer kurzen Gehilfenzeit, meldete er sich bei der Kunstschule in Stuttgart an. Nach dem Besuch der Stuttgarter Kunstschule ging er zusammen mit seinem Freund und Kollegen Gais aus Ulm auf Reisen. Gais gründete später ein Malergeschäft in Berlin und eine Malerschule. Die beiden begaben sich über Landeck, Murr und Innsbruck nach Italien, wo sie die Kunstschätze in Neapel, Ansichten zum Vesuv und in Pompeji die altrömischen Villen mit ihren Wandmalereien studierten. Diese Motive füllten ihre Skizzenbücher und Mappen. Von 1881 bis 1883 leistete er seine Militärdienstzeit beim Infanterie-Regiment 122 ab. Darauf war er als erste Kraft beim Dekorationsmaler Christian Kämmerer in Stuttgart tätig. 1885 reiste Bader erneut nach Italien, wo er in Rom seine Studien machte. So studierte er die Kunstwerke in den Kirchen Roms. Bader besuchte danach die Weltausstellungen, so war er sowohl auf der Weltausstellung in Paris, wie die in Brüssel und die in Mailand (1911).

### Familie
Er wurde als siebtes Kind von Jakob Bader geboren. Als Ernst für den Dekorationsmaler Christian Kämmerer arbeitete, lernte er seine zukünftige Frau kennen, die im Hause Kämmerer die Kinder betreute. Die Mutter seiner Angebeteten erlaubte ihm erst die Tochter zu heiraten, als er ihr ein von ihm nachgemachtes Christusbild aus der Sammlung des Vatikans, als Hochzeitsgeschenk übergab. Am 4. November 1886 konnte Bader das Mädchen heiraten. Sie wohnten im Hintergebäude des Hauses Frankfurter Straße 36a, bei dessen Schaffung der Vater Jakob Bader mitgeholfen hatte. Das Vorderhaus Frankfurter Straße 36 wurde nie errichtet. Da Ernst Bader mit seiner Frau in Heilbronn wohnte, erfolgte am 15. März 1892 von seiner Seite der Verzicht auf das Horkheimer Bürgerrecht, das im Heilbronner Stadtarchiv erhalten ist. Aus der Verbindung sind sieben Kinder hervorgegangen, drei Jungen und vier Mädchen. Baders Witwe verstarb 1943. Alle drei Söhne wurden Maler, erreichten jedoch nie die künstlerische Bedeutung ihres Vaters. Von den drei Söhnen verstarb zuerst der mittlere Sohn im Jahre 1913, ihm folgte der jüngste Sohn Max im Jahre 1935; fünf Jahre später verstarb am 4. Februar 1940 der älteste Sohn Ernst in Heilbronn. Sie wurden alle im Familiengrab in Heilbronn beigesetzt.
Von den vier Mädchen verstarb zuerst Eugenie im Jahre 1954 in Göppingen. Elsa (nun Elsa Hägele) und Maria lebten 1957 in der Sofienstraße 25 in Stuttgart, während die jüngste nach New York ausgewandert ist.

### Schule
Im Haus Frankfurter Straße 36 entstand ein großer Lehrbetrieb mit 50 bis 70 Mitarbeitern, und bei dem bis zu sieben Lehrlinge in diesem anerkannten Lehrbetrieb arbeiteten. darunter Paul Reustle aus Horkheim, der von Ernst Bader auch im Porträtieren unterrichtet wurde. Als Bader im Jahre 1911 der Ehefrau von Paul Reustle in Mailand zufällig begegnete, schenkte er ihr deswegen auch als Andenken ein Ölbild, das Bader kurz zuvor geschaffen hatte.

## Arbeiten
Zu seinen Arbeiten gehörten Ausmalungen bei zahlreichen Gebäuden:

### Heilbronn
Geschäftsgebäude:
- Käthchenhaus
- Saalbau Brauerei Cluss, Heilbronn

Fassadenmalerei am Geschäftshaus Kleinlogel, Kaiserstraße 5, Heilbronn

- Fassade vom Geschäftshaus Otto Kleinlogel, Kaiserstraße 1a und 5 (früher Gerberstraße 1 und 3). Die Fassade zur Gerberstraße zeigte ein Wandgemälde von Ernst Bader mit dem Firmennamen.
- Große Wandbilder in der „Altdeutschen Bierstube“, Rathausgasse 3 und 5, Jooss und Ströbel, Kaufleute bzw. Bankiers, Neubau Doppelhaus (Baugesellschaft Heilbronn – Dr. Otto, C. Dessecker) Philipp Karl, Josef Ultsch, kleine Umbauten der Gastwirtschaften "Zur altdeutschen Bierstube" und "Augustinerbräu".

Villen:
- Villen Knorr: Villa Frau Alfred Knorr, Bismarckstr. 50 sowie Villa Carl Knorr, Gutenbergstraße 51 in Heilbronn.
- Villa Teufel
- Villa Dittmar
- Direktorenvilla Cluß
- Villa Tscherning
- Villa Faißt

Sakralbauten:
- Kilianskirche (Heilbronn)
- Alte Synagoge (Heilbronn)
- Veitskirche (Flein)
- Stephanuskirche (Abstatt)
- Talheim (Landkreis Heilbronn).

### Schwarzwald und Baar
- Villen der Uhrenfabrikanten im Schwarzwald und auf der Baar
  - Villa Mauthe, Schwenningen am Neckar
  - Villa Kienzle (SWF/Valeo-Areal), Stuttgarter/Freiberger Straße in Bietigheim-Bissingen[1][2]
  - Villa Haller
  - Villa Schlenker, Schwenningen am Neckar
  - Villa Junghans, Schramberg
- Kirchen in Rohrdorf (Schwarzwald)
- Bahnhotel, Calw

### Ludwigsburg
- Villa Rund, Bönnigheim
- Villa Amann, Bönnigheim
- Saalbau Cluss, Ludwigsburg

### Stuttgart
- „Weißes Rößle“, Stuttgart
- Friedrichsbau, Stuttgart

### Weitere Orte
- Haus der Barmherzigkeit in Staigacker (Backnang). Wandbild:„Der barmherzige Samariter“.
- Hoteleingang, Baden-Baden und Straßburg
- Villa Berberich, Säckingen

### Große Wandgemälde

#### Frühe Werke
Zu seinen Arbeiten zählten auch Gemälde:
- Großes Wandbild „Der Übergang über die Beresina“ beim Rückzug der Truppen aus Russland 1812. Gemalt aus Anlass der Jahrhundertfeier des Füsilierregiments 122 in Heilbronn im Jahre 1906.
- Großes Wandbild „Initiatoren und Aussteller der Gewerbeausstellung 1897“. Die Gruppe wurde durch Ornamente und Reben eingefaßt. Gemalt aus Anlass der Gewerbeausstellung im Jahre 1897.
  1. Wilhelm Bauer (Rentier)
  2. Wilhelm Bertsch (Zimmermann)
  3. Carl Betz (Kaufmann, Gemeinderat, Vorsitzender des Feuerbestattungsvereins, dargestellt mit Urne)
  4. Rudolf Böhringer (Weingärtner)
  5. Peter Bruckmann (Fabrikant)
  6. Karl Luckscheiter (Architekt)
  7. Heinrich Drautz (Gemeinderat, Vorstand der Weingärtnergesellschaft)
  8. Karl Dürolf (Wirt)
  9. Eugen Fischel (Holzhändler)
  10. Karl Fleiner (Wirt)
  11. Wilhelm Föll (Küfer)
  12. Friedrich Gantter (Chemiker)
  13. Johannes Haag (Schuhmacher)
  14. Martin Haag (Weingärtner, ehemals Gemeinderat)
  15. Carl Hartmann (Wagner)
  16. Paul Hegelmaier (Oberbürgermeister)
  17. Ludwig Huber (Baumeister und Gemeinderat)
  18. Otto Kämpf (Juwelier)
  19. Julis Kögel (Gemeinderat und Vorstand des Gewerbevereins)
  20. Ludwig Landauer (Likörfabrikant)
  21. Ernst Mayer (Papierhüllenfabrikant)
  22. Adolf Mößinger (Konditor)
  23. Sophie Mößinger (im Käthchenkostüm?)
  24. Rudolf Neher (Wirt zur Krone)
  25. Ernst Neuffer (Rentier)
  26. Albert Pfleiderer-Coy (Eisenwarenhändler)
  27. Joseph Pförtner (Schneider)
  28. Christian Rank (Metzger)
  29. Wilhelm Sausele (Bäcker)
  30. Karl Strohmeier (Küfer)

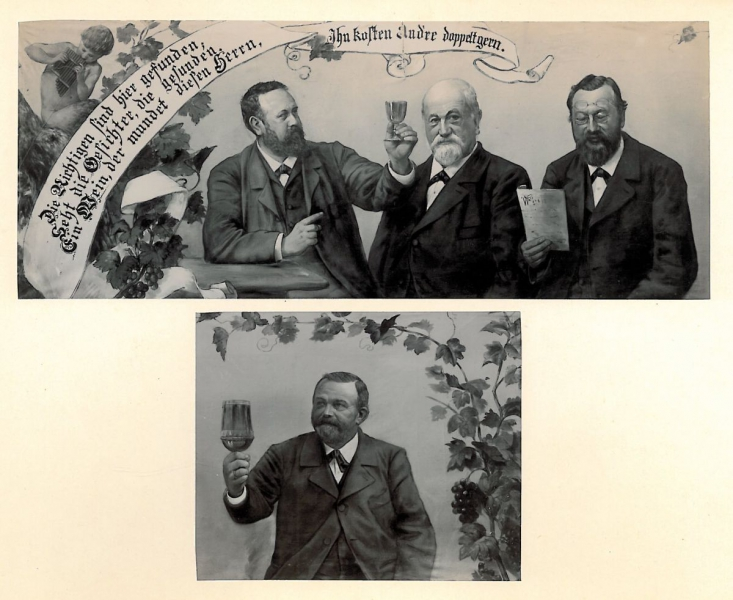
Gemalt zum Anlass der Gewerbeausstellung in HN 1897, dargestellt hier Küfer Karl Strohmeier, Likörfabrikant Ludwig Landauer, Rentner Wilhelm Bauer, unten Kronenwirt Rudolf Neher.
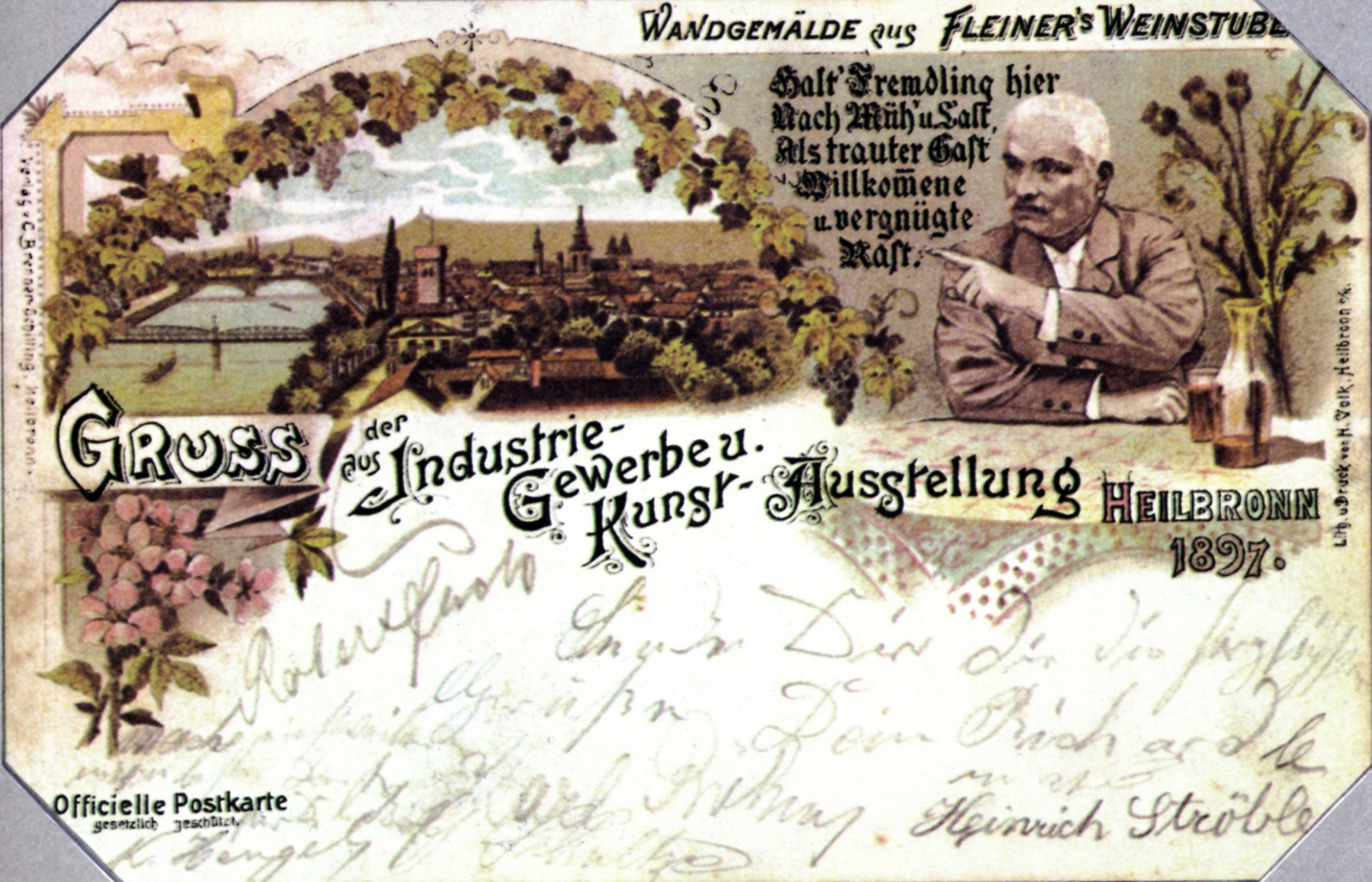
Gemalt zum Anlass der Gewerbeausstellung in HN 1897, dargestellt hier Paul Hegelmaier

#### Späte Werke
Die späten Werke sind religiös und zeigen alle im unteren Bereich Betrachter:
- "Der jüngste Tag" in der Horkheimer Georgskirche.

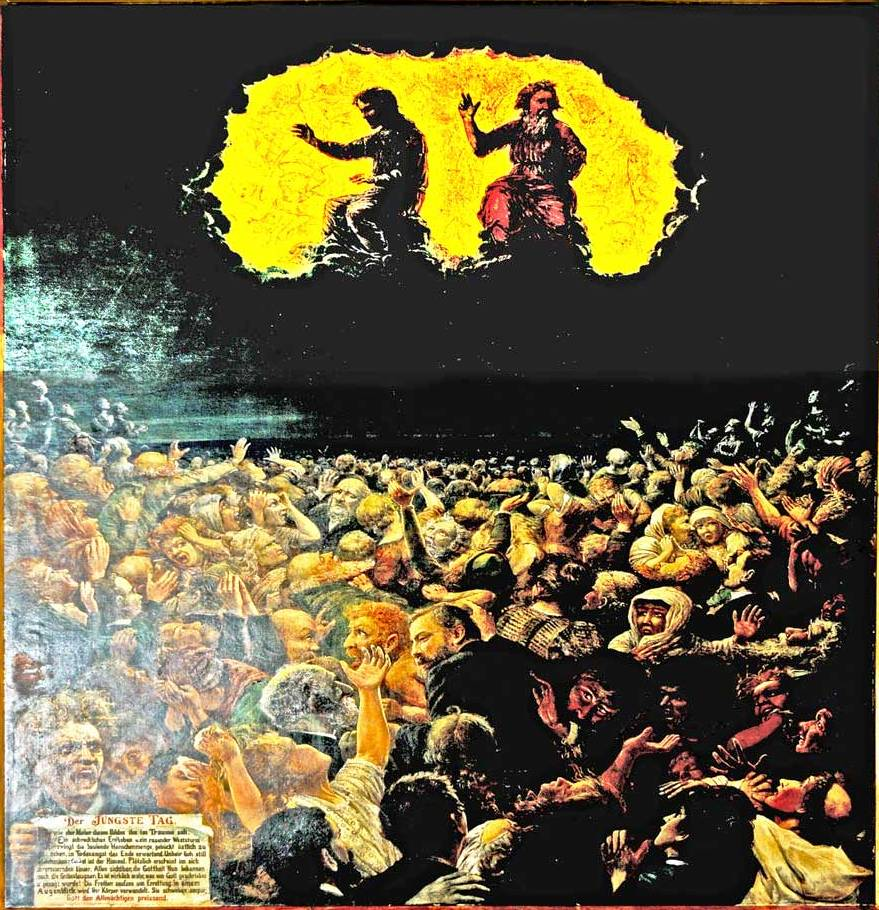
Gemälde "Der jüngste Tag", ganz

- "Das neue Jerusalem", 3 mal 3,5 Meter großes Gemälde. Das Gemälde gehört Hermann Bader und seiner Ehefrau Gabriele Schüz-Bader und wurde von Ernst Bader einst auf dem Hammelwasen aufgestellt.

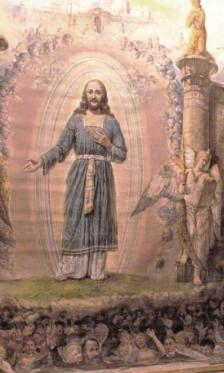
Gemälde "Das neue Jerusalem".

## Ehrungen
Zu seinen bedeutendsten Auftraggebern zählte König Wilhelm II. von Württemberg, dessen Stuttgarter Arbeitszimmer er ausmalte. Im Jahre 1906 fand in Heilbronn die Jahrhundertfeier des Füsilierregiments 122 statt – zu diesem Anlass schuf Bader ein großes Bildnis des Königs Wilhelm II. von Württemberg, für das Heilbronner Kasino. Aus Anlass dieser Jahrhundertfeier besuchte im November 1906 König Wilhelm II. die ehemalige Reichsstadt, dabei wurde Bader von ihm durch die Ernennung zum Königlich Württembergischen Hofdekorationsmaler „gebührend geehrt“. Der Hofmarschall überreichte Bader die Urkunde über die Verleihung dieses Titels.

## Rezeption
Nach ihm ist die Ernst-Bader-Straße in Heilbronn-Horkheim benannt.